# 桂花公園駅
桂花公園駅（けいかこうえんえき）は、中華人民共和国湖南省長沙市天心区にある3号線の駅である。

## 駅構造
- 島式ホーム1面

## 駅周辺
- 桂花公園
- 長沙市中級人民法院
- 曙光路